# شیباتا، میاگی
شیباتا، میاگی (به لاتین: Shibata, Miyagi) یک منطقهٔ مسکونی در ژاپن است که در استان میاگی واقع شده‌است. شیباتا ۵۴٫۰۳ کیلومترمربع مساحت و ۳۹٬۰۷۲ نفر جمعیت دارد.